# Joan Blaeu

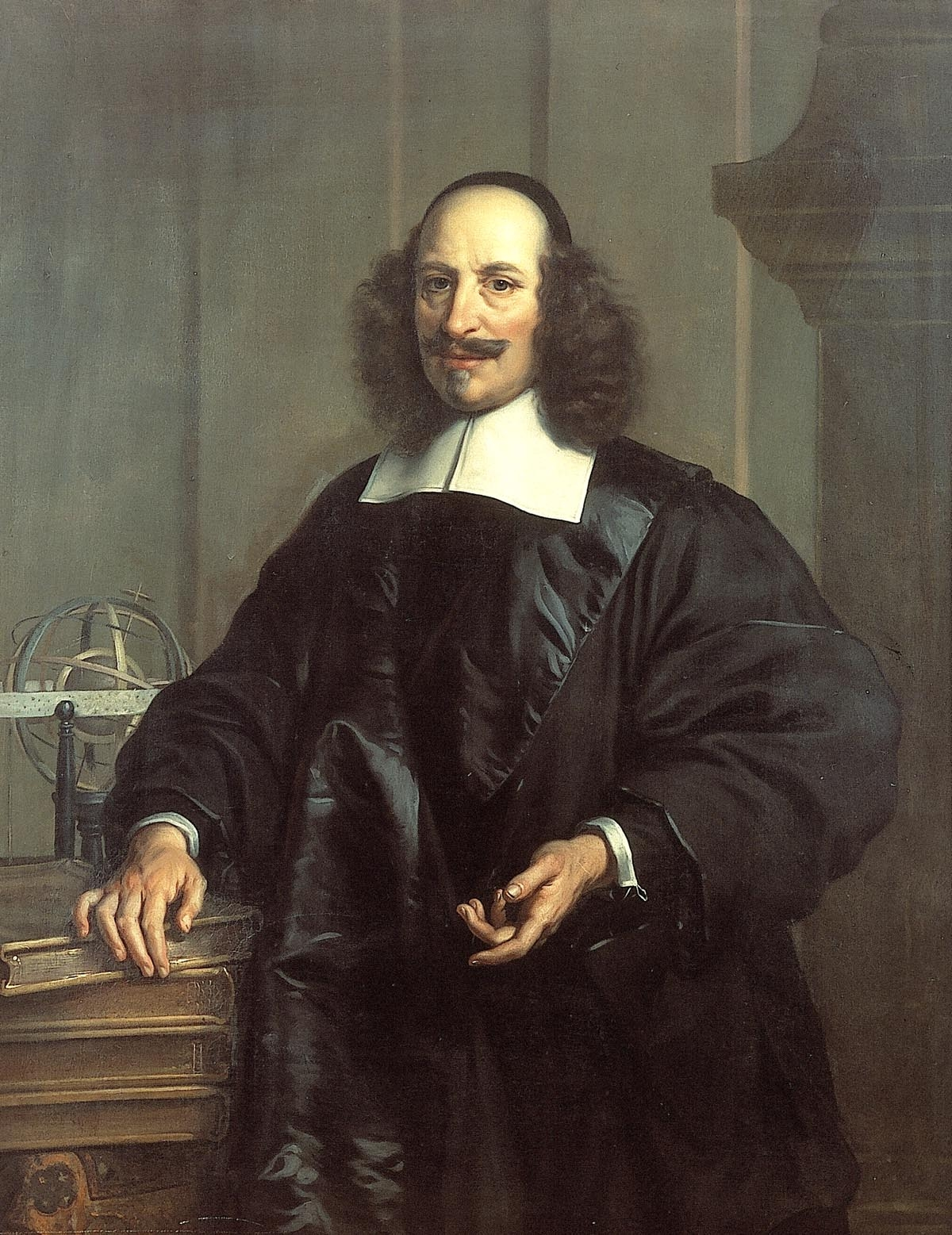
Joan Blaeu, Gemälde von J. van Rossum

Französischsprachiger Katalog Joan Blaeus (Vorderseite), um 1670/71

Joan Blaeu (niederländisch [ˈjoːɑn ˈblʌu]; deutsch Johannes Blaeu; * 1596 in Alkmaar, Niederlande; † 28. Dezember 1673 in Amsterdam, Niederlande) war ein niederländischer Kartograf und Kupferstecher. 1654 schuf er den ersten Atlas Schottlands. Sein 1662 erstmals erschienener elfbändiger Atlas Maior gehörte zu den aufwendigsten und teuersten europäischen Atlanten des 17. Jahrhunderts.

## Leben und Werk

### Herkunft, Ausbildung und erste Auflage desNovus Atlas
Joan Blaeu wurde als Sohn Willem Janszoon Blaeus, eines Schülers Tycho Brahes, 1596 in Alkmaar geboren und kam um 1603 nach Amsterdam, wo sein Vater ein auf die Herstellung von Erdgloben und Karten spezialisiertes Unternehmen gründete.
Über die Ausbildung Joan Blaeus ist lediglich überliefert, dass er 1620 einen Doktorgrad in Jura erwarb. Über seine Tätigkeit während der nächsten Jahre seines Lebens liegen dagegen keine schriftlichen Zeugnisse vor. Die Nennung seines Namens auf der 1631 erschienenen Edition des Atlantis Appendix lässt jedoch vermuten, dass er sich nach Abschluss seines Studiums am Geschäft seines Vaters beteiligte.
1636 erschien die erste Auflage des Novus Atlas (vollständiger Titel: Theatrum orbis terrarum, sive Atlas novus), dessen weitere Bearbeitungen den Ruhm Joan Blaeus als Kartograf begründen sollten.

### Geschäftsübernahme, weitere Auflagen desNovus Atlas
Beim Tode Willem Janszoon Blaeus im Jahre 1638 übernahm Joan gemeinsam mit seinem Bruder Cornelis die Leitung des Amsterdamer Unternehmens und wurde gleichzeitig als Nachfolger seines Vaters zum offiziellen Kartografen der Niederländischen Ostindien-Kompanie berufen. 1640 erschien eine auf drei Bände erweiterte Ausgabe des Novus Atlas. Nach dem Tode Cornelis’ im Jahre 1642 führte Joan das Unternehmen allein weiter. 1651 wurde er in den Amsterdamer Stadtrat gewählt und war damit der erste Kartograf, der dieses Amt ausfüllte.
In den Jahren 1645 und 1654 erschienen weitere Ergänzungsbände zum Novus Atlas. Der vierte Band (1645) enthielt Karten von englischen Grafschaften und mit dem fünften Band (1654) schuf Blaeu den ersten Atlas Schottlands. 1655 schloss Blaeu den Novus Atlas mit einem Kartenband zu den Ländern des Fernen Ostens ab.

### DasTheater der Städte
Um 1649 (Datierung nach dem Privileg) erschien Blaeus Städtebuch der Niederlande, zunächst in 3 wenig veränderten lateinischen Ausgaben als Novum ac Magnum Theatrum Urbium Belgicæ Liberæ ac Fœderatæ bzw. Novum ac Magnum Theatrum Urbium Belgicæ Regiae; danach erschien die erste niederländische Ausgabe unter dem Titel Toonneel der Steden van de Vereenighde Nederlanden über die Republik der Vereinigten Niederlande (entspricht den heutigen Niederlanden) bzw. Toonneel der Steeden van ’s Konings Nederlanden über die Spanische oder Königliche Niederlande (entspricht dem heutigen Belgien und Luxemburg).
Enthalten sind auch einige deutsche Städte, die damals zu den Niederlanden gehörten.

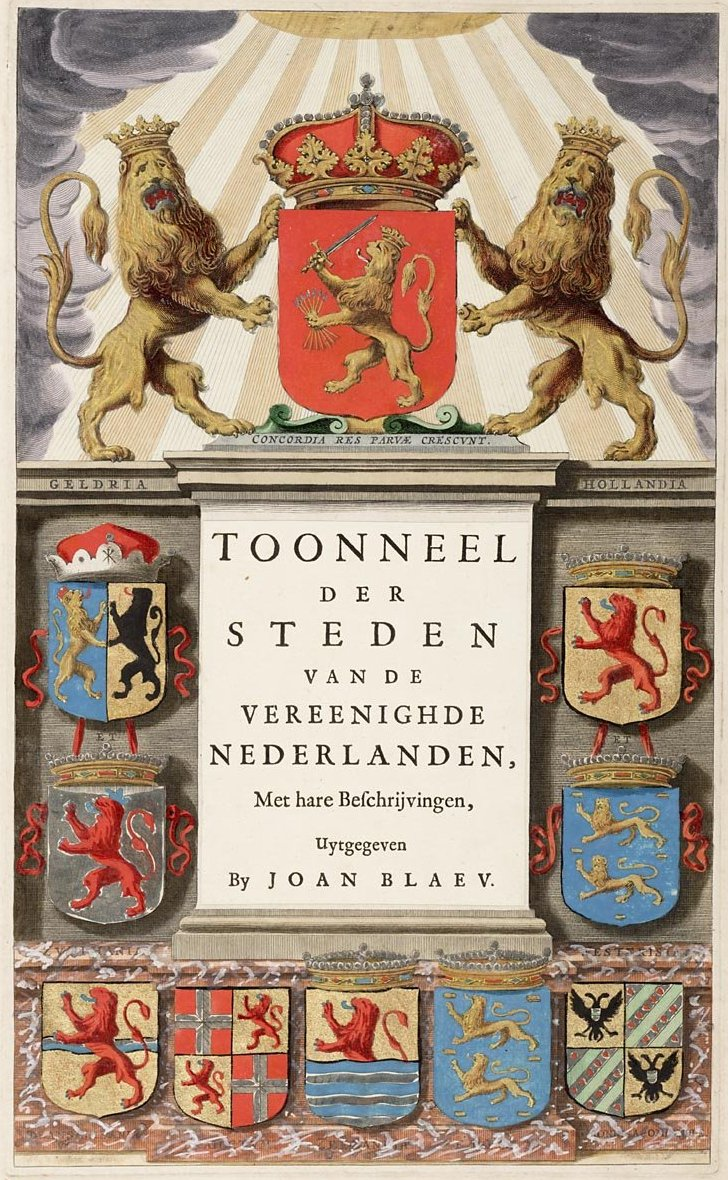
Titelseite Teil 1 (Toonneel der Steden)
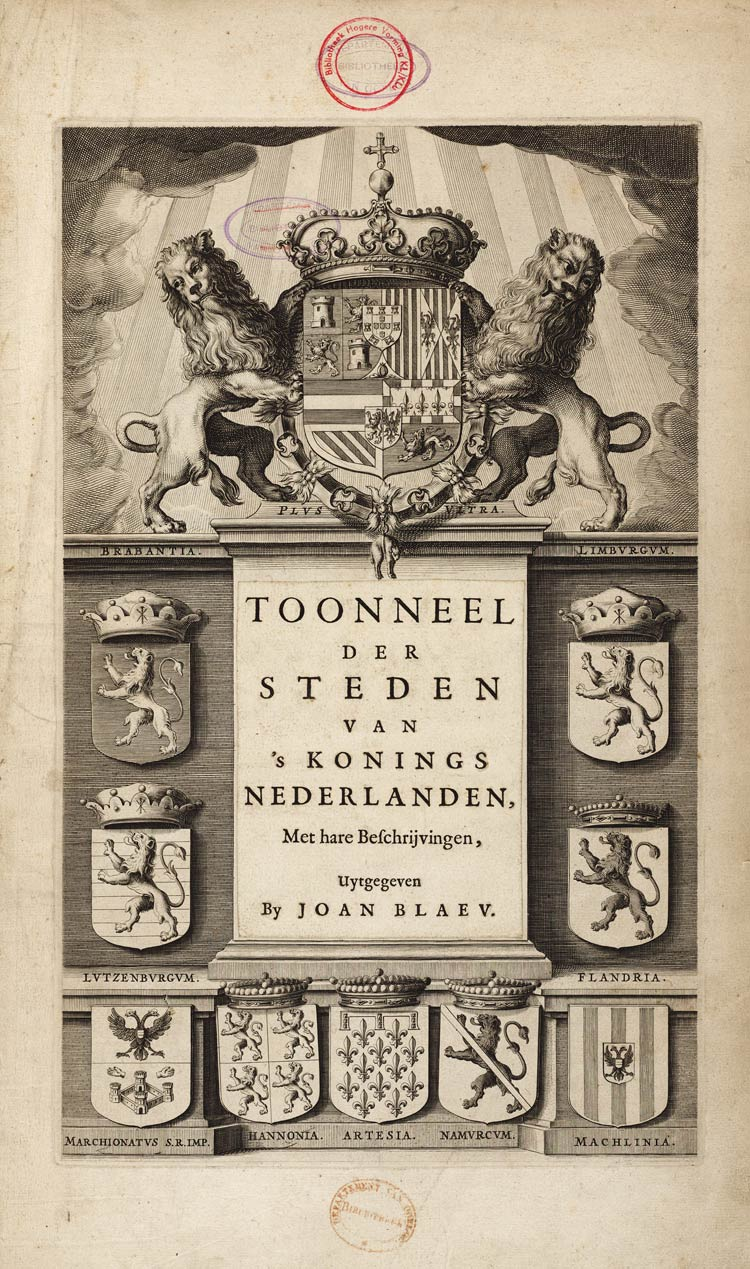
Titelseite Teil 2 (Toonneel der Steden)
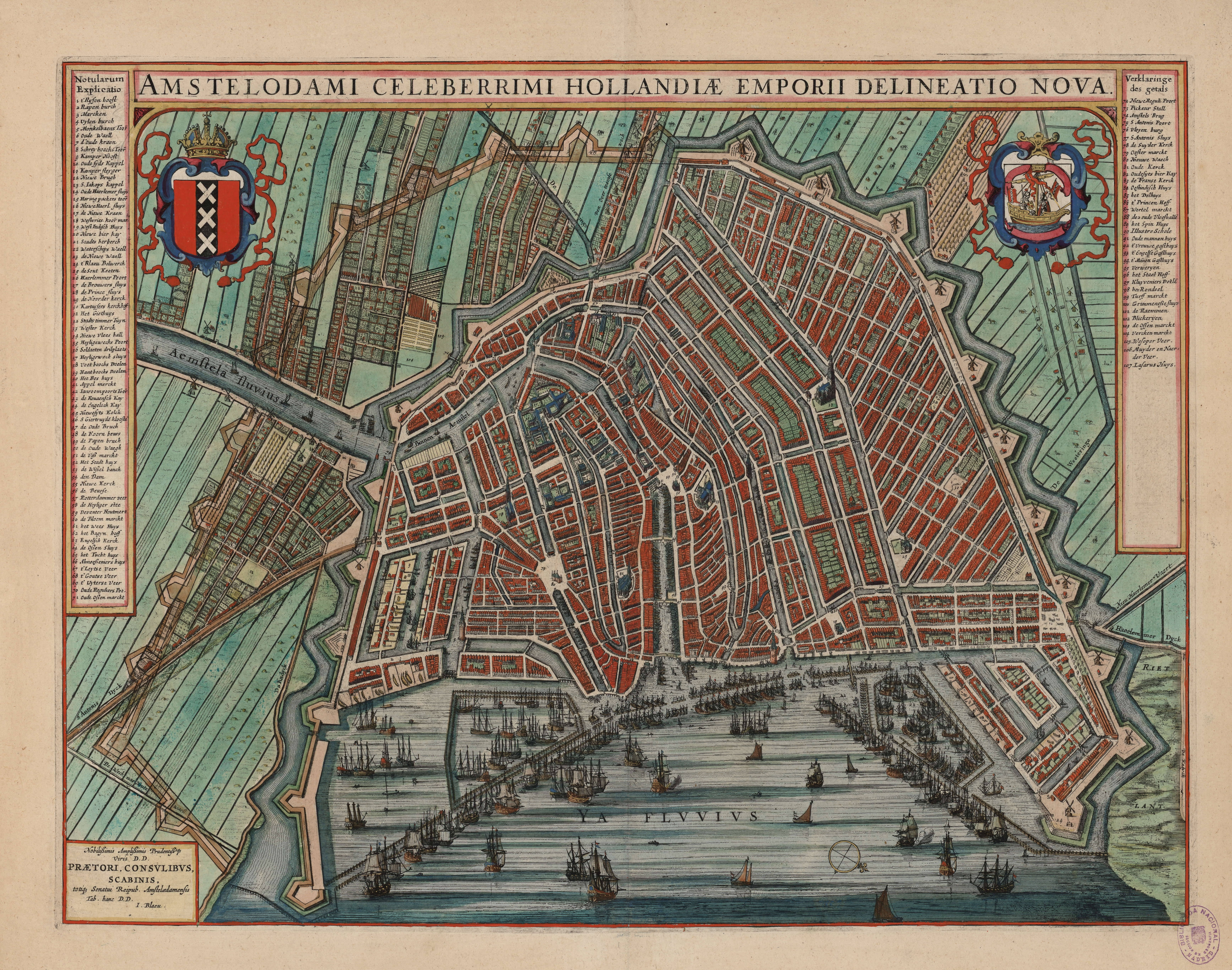
Amsterdam (Toonneel der Steden)
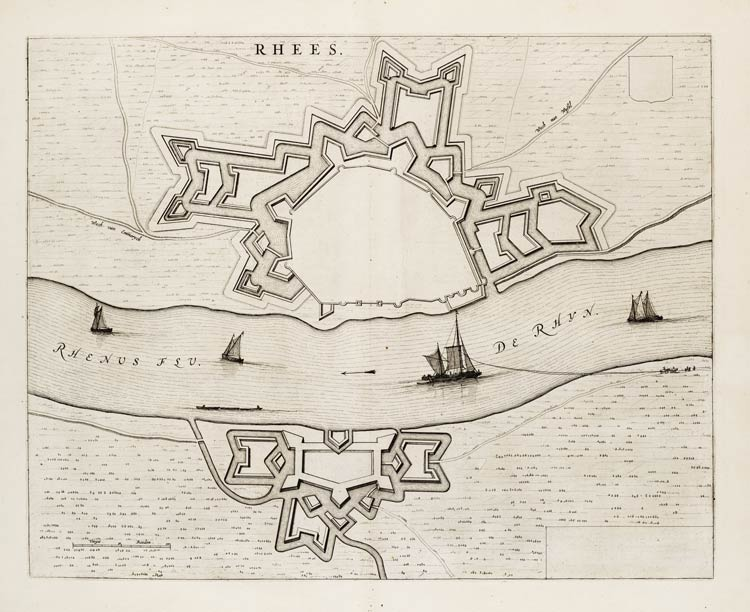
Festung Rees (Toonneel der Steden)
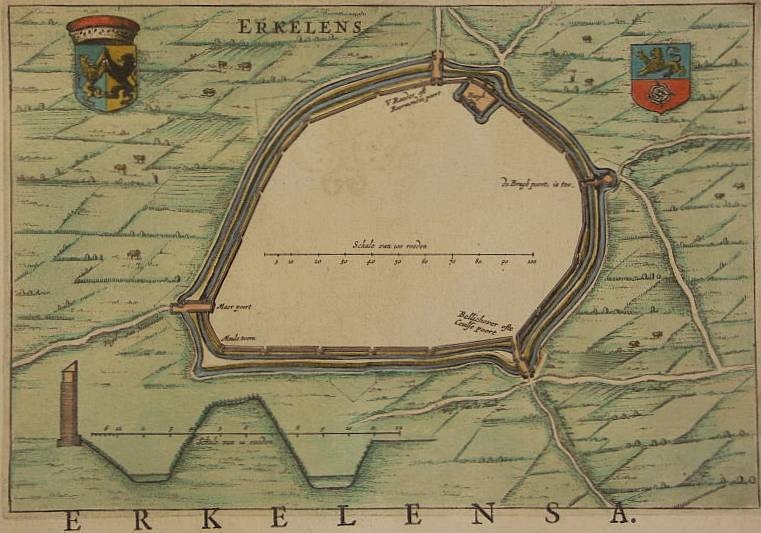
Befestigung der Stadt Erkelenz
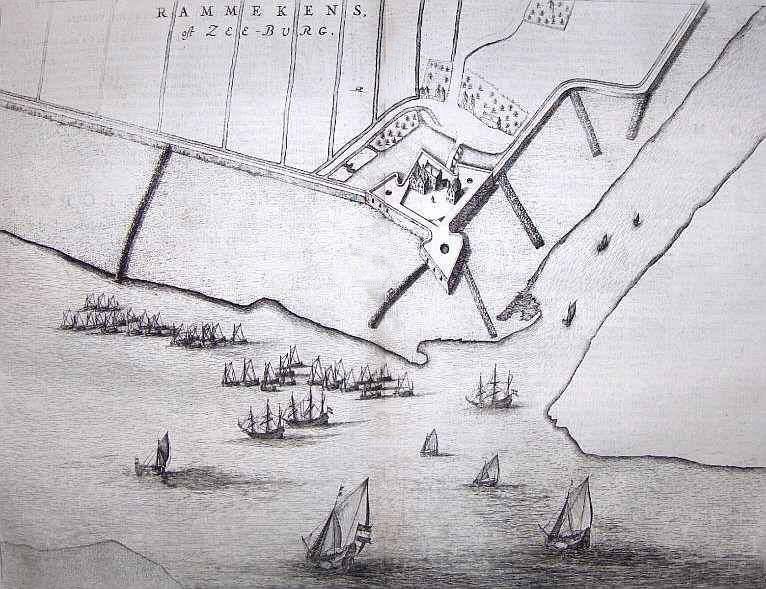
Fort Rammekens, Zeeland

Bis auf den Sonderfall der Stadt Den Haag, welche nie formale Stadtrechte bekam, fallen aus heutiger Sicht besonders die befestigten Stadtmauern auf. Zeichnerisch bemerkenswert ist die Darstellung der Häuser und wichtigen Bauten, die einem über der Karte schwebenden Betrachter scheinbar entgegen ragen.

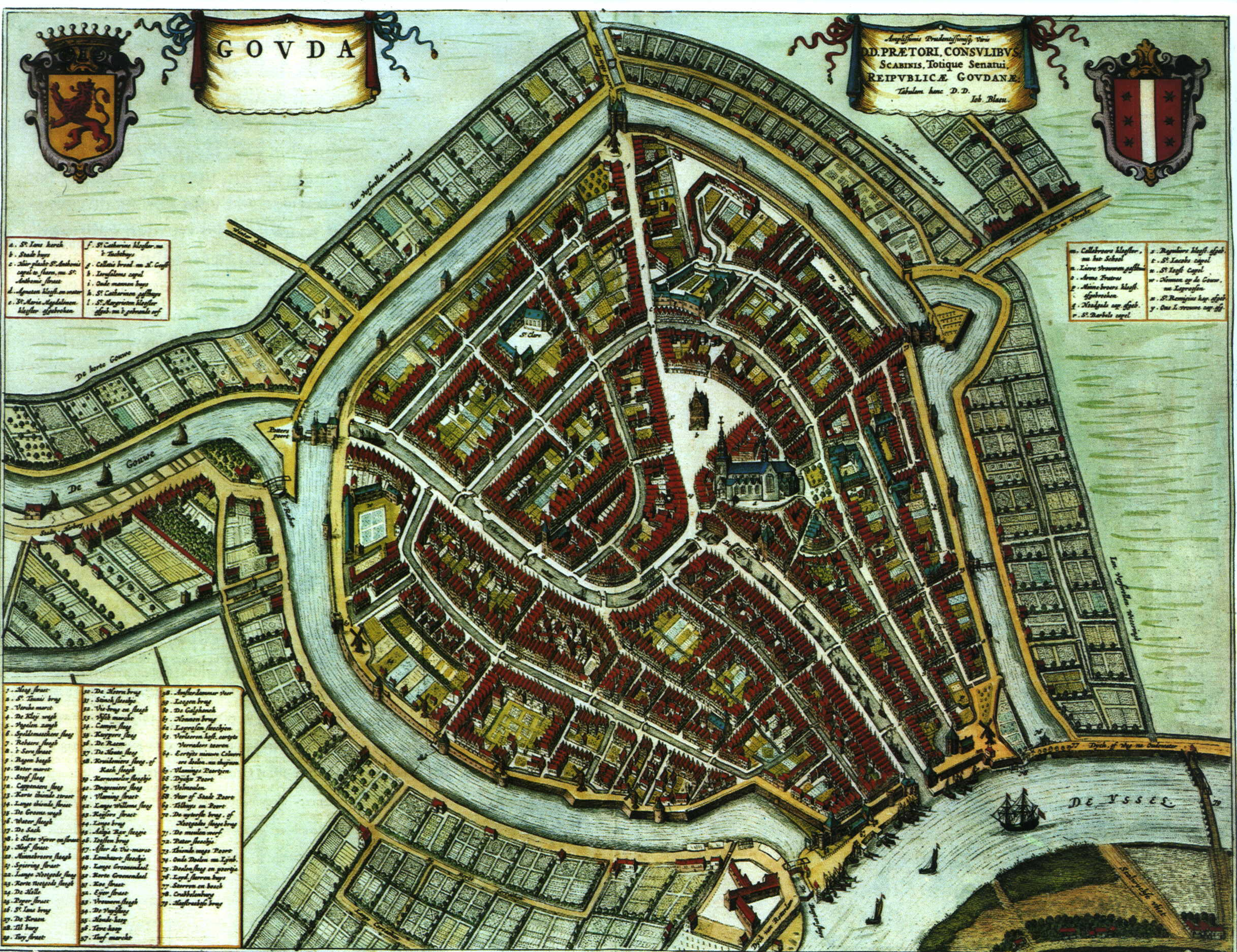
Gouda (Toonneel der Steden)
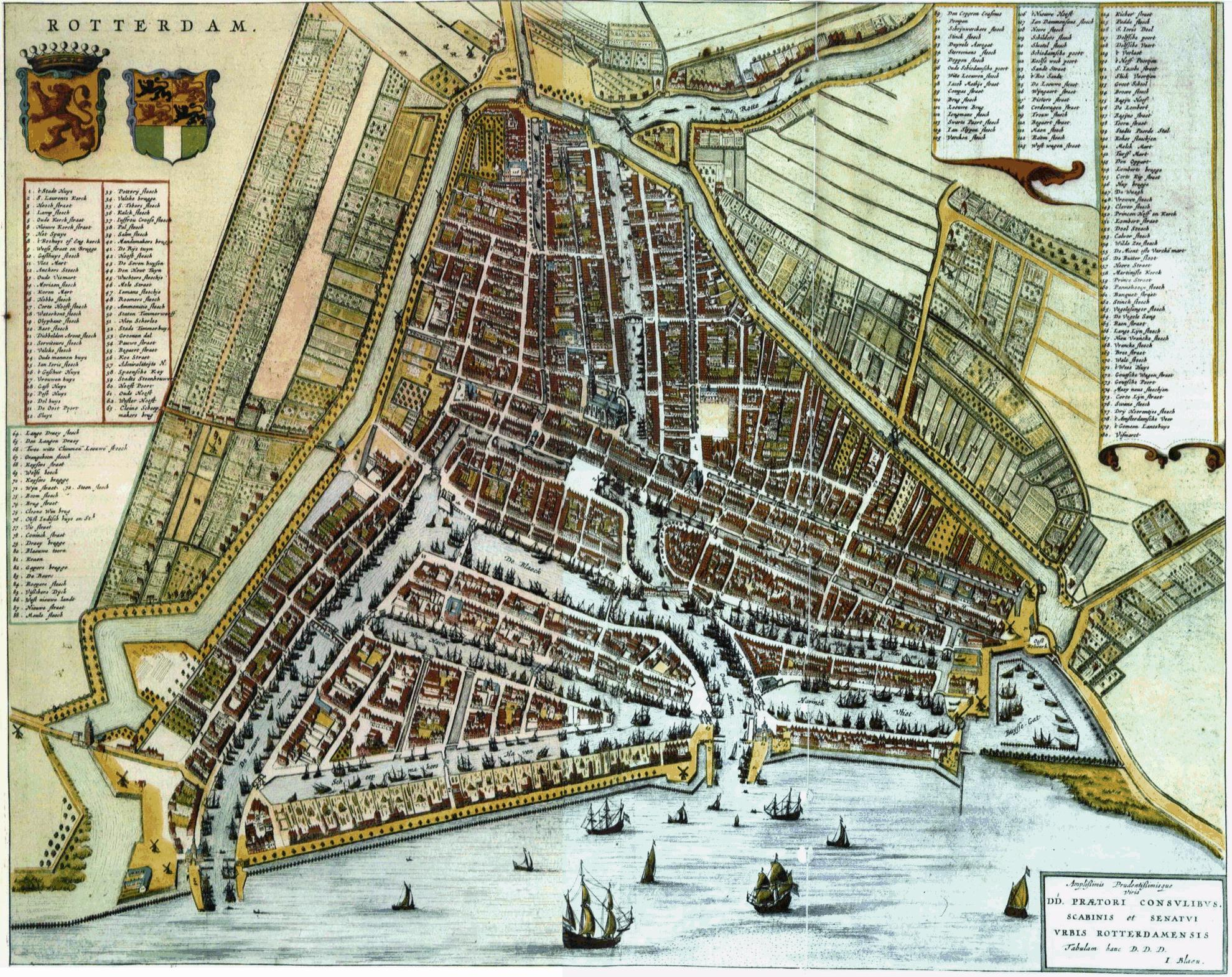
Rotterdam (Toonneel der Steden)
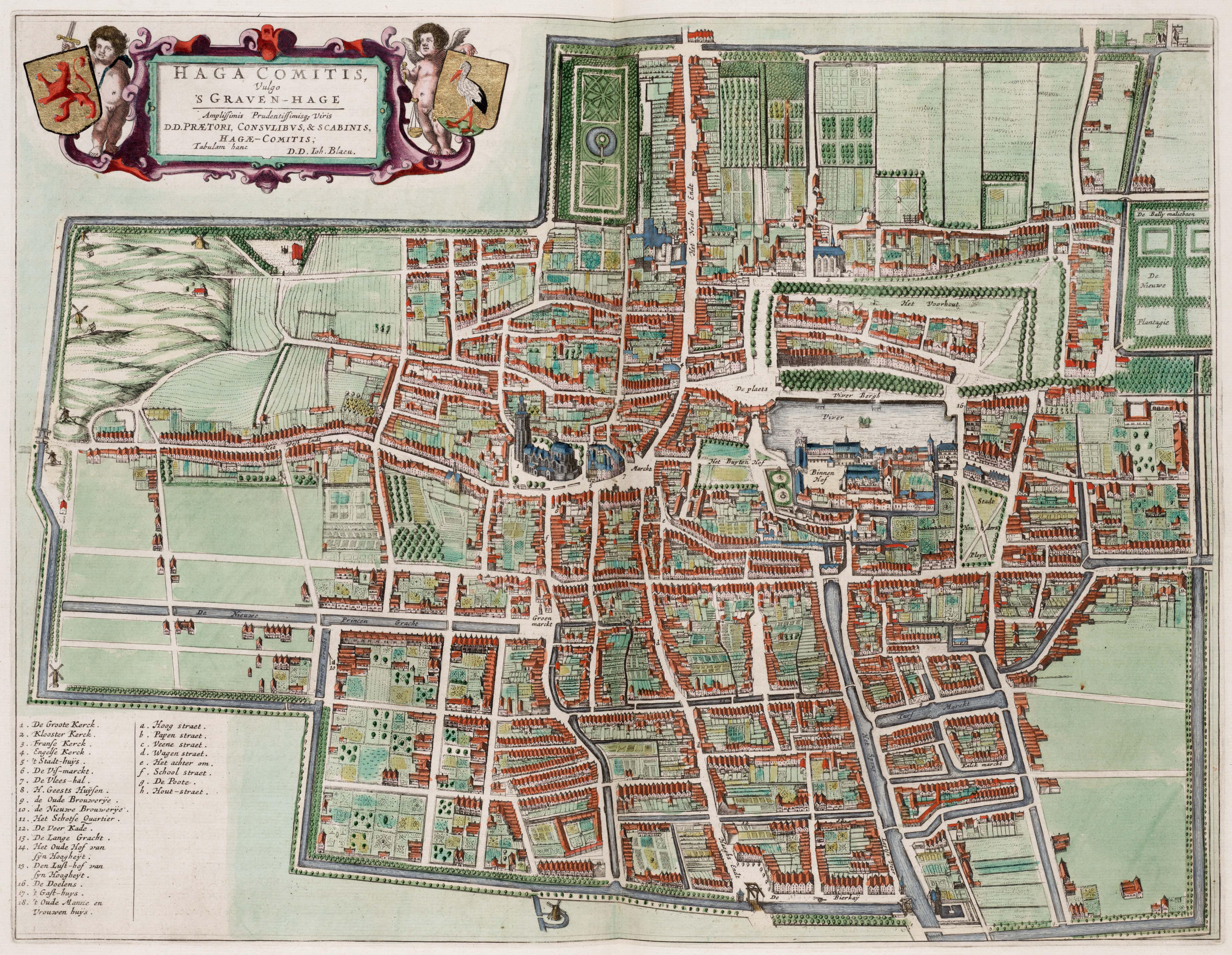
Den Haag (Toonneel der Steden)
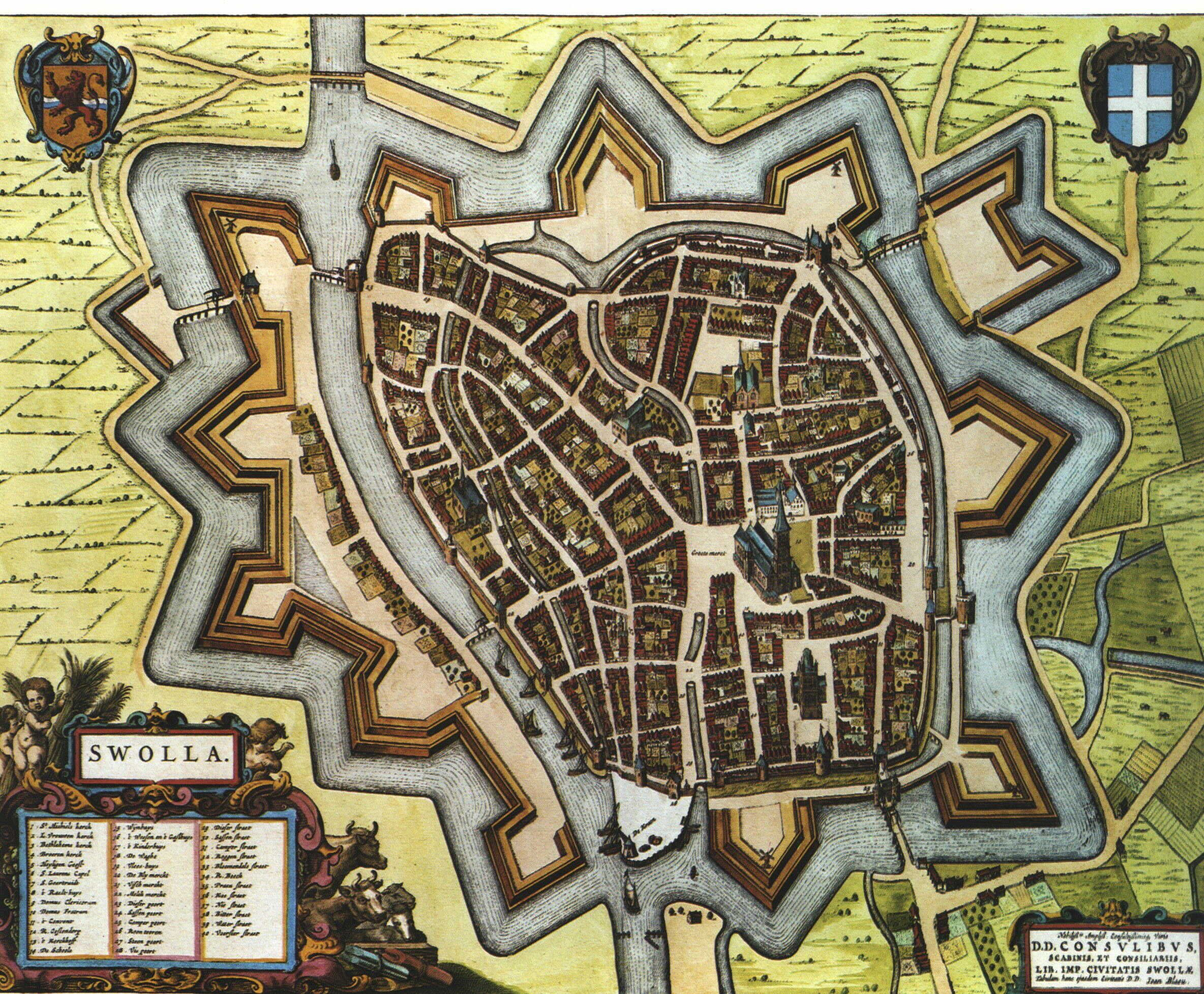
Zwolle (Toonneel der Steden)

### DerAtlas Maior
Nach der Fertigstellung des Novus Atlas begann Blaeu ein noch ehrgeizigeres Projekt. Auf der Grundlage seiner früheren Karten schuf Blaeu den Atlas Maior, einen zunächst elfbändigen, 1662 erstmals erschienenen Atlas mit nahezu 600 Karten und insgesamt 3000 Seiten lateinischem Text. Dieser Atlas sollte die Vorstufe zu einer Kosmografie sein, die Blaeu aber nie realisierte.
Die großformatigen Bände waren auf hochwertigem Papier gedruckt und die Karten mit einer aufwendigen Ornamentik verziert. Auf Wunsch des Käufers konnten die im Original einfarbig gestalteten Karten in Blaeus Werkstatt nachkoloriert werden, was den Wert der einzelnen Bände noch weiter steigerte. Ihr Besitz reflektierte den Reichtum des Käufers und es wird angenommen, dass der Atlas Maior zu den teuersten Publikationen jener Zeit gehörte. Dennoch war dem Werk ein außergewöhnlicher Erfolg beschieden. Spätere Auflagen erschienen in französischer, niederländischer und deutscher Sprache.

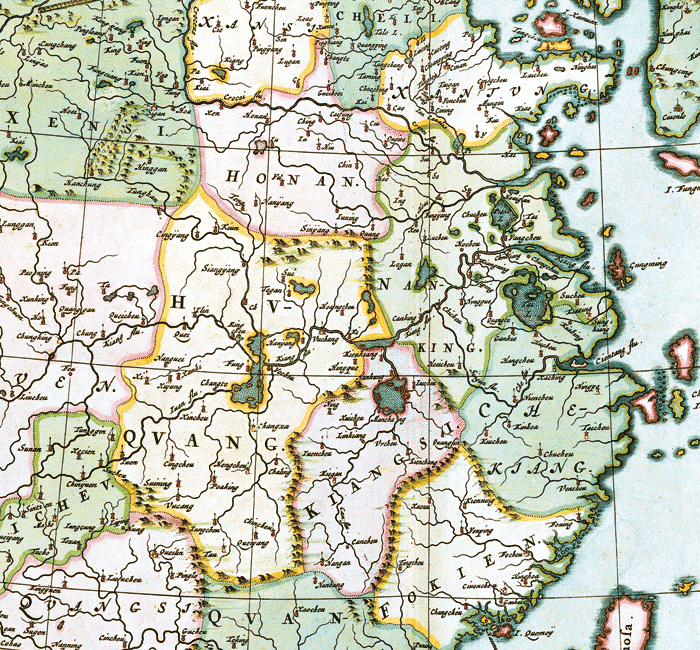
Südchina mit dem Jangtse (Atlas Maior)
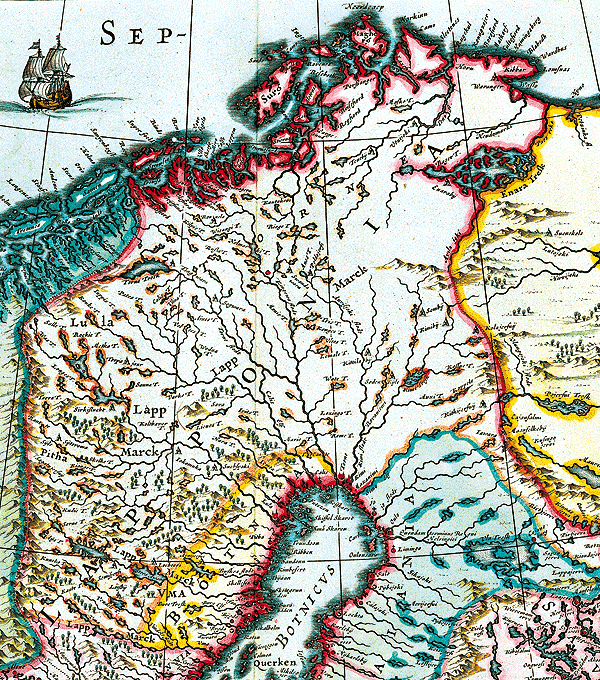
Lappland, Nordkap, Hammerfest (Atlas Maior)
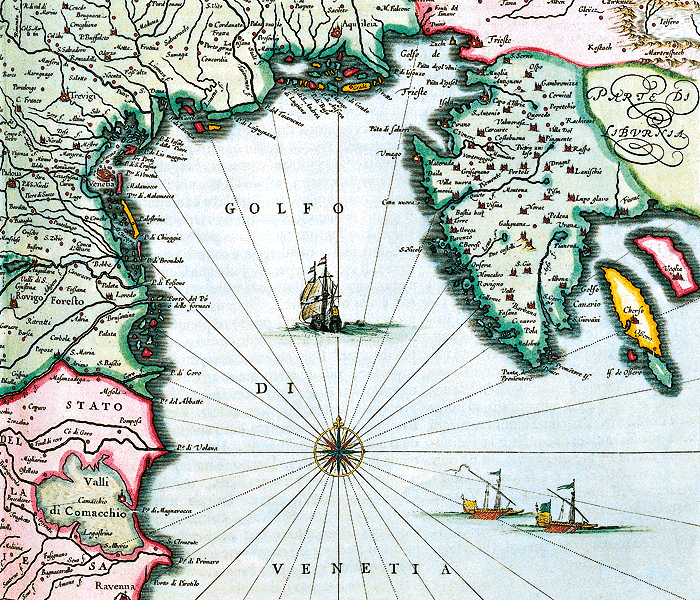
Venedig (Atlas Maior)
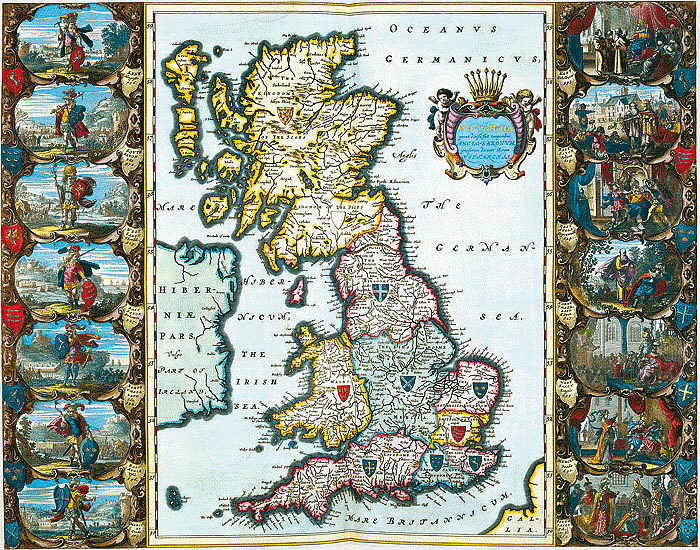
Vereinigtes Königreich (Atlas Maior)

### Der Brand von 1672
Die geplante spanischsprachige Auflage des Atlas Maior blieb ein Fragment, nachdem Blaeus Werkstatt in dem verheerenden Amsterdamer Brand von 1672 vollkommen zerstört wurde. Druckerpressen, Kupferplatten, Bücher und Papier gingen im Feuer verloren.
Der Tod Joan Blaeus im folgenden Jahr wird auf diesen schweren Schlag zurückgeführt. Das von Willem Janszoon Blaeu gegründete Unternehmen wurde schließlich 1698 aufgelöst.

## Faksimile-Ausgaben
- The third centenary edition of Johan Blaeu Le grand atlas: ou cosmographie Blauiane – Faksimile der Ausgabe Amsterdam 1663 in 12 Bänden, Amsterdam Band 1 (1967) bis Band 12 (1968) und Einleitung (1970)
- Novus Atlas Sinensis: 1655. Faksimiles nach der Prachtausgabe der Herzog August Bibliothek Wolfenbüttel. Hrsg. von der Stiftung Volkswagenwerk Hannover. Mit Beiträgen von Hans Kauffmann und Yorck Alexander Haase, Stuttgart 1973 – Band 6 des Novus Atlas

Die Ausgaben von Taschen sind keine wirklichen Faksimile-Ausgaben, aber bearbeitete Versionen (hrsg. von Peter van der Krogt):
- Atlas Maior. Taschen, Köln 2005, ISBN 3-8228-3125-5 – Nachdruck eines Originalexemplars der Österreichischen Nationalbibliothek, Wien. Auch im niederländischen Original erhältlich (Rezension der FAZ)
- Atlas Maior – Anglia, Scotia et Hibernia (2 Bände). Taschen, Köln 2006, ISBN 3-8228-5104-3.
- Atlas Maior – Gallia. Taschen, Köln 2006, ISBN 3-8228-5105-1.
- Atlas Maior – Germania, Austria et Helvetia (2 Bände). Taschen, Köln 2006, ISBN 3-8228-5102-7.
- Atlas Maior – Hispania, Portugallia, America et Africa. Taschen, Köln 2006, ISBN 3-8228-5106-X.
- Atlas Maior – Hollandia et Belgica. Taschen, Köln 2006, ISBN 3-8228-5103-5.
- Atlas Maior – Italia. Taschen, Köln 2006, ISBN 3-8228-5107-8.

## Digitalisierte Ausgaben
- Le Theâtre dv monde ou Novvel Atlas : contenant les chartes et descriptions de tous les Païs de la terre / mis en lumière par Guillaume et Iean Blaeu. A Amsterdam : Chez Iean & Corn. Blaev, clᴐ lᴐ c xL (Digitalisat)
- Novus Atlas, Das ist Weltbeschreibung. Blaeu, Amsterdami 1641
  - Band 2, (Digitalisat)
- Le Theâtre dv monde ou Novvel Atlas : contenant les chartes et descriptions de tous les Païs de la terre / mis en lumière par Guillaume et Iean Blaeu. Amsterdam 1643 (Digitalisat)
- Toonneel Der Steden Van De Vereenighde Nederlanden, Met hare Beschrijvingen / Uytgegeven By Joan Blaev. [Amsterdam], [ca. 1649] (Digitalisat)
- Theatrum urbium Belgicae Regiae. [Amstelaedamensis], [ca. 1649] (Digitalisat)